# Yoon Ga-i
Yoon Ga-i (kor. 윤가이), właśc. Jeong Yu-yeon (kor. 정유연; ur. 16 września 2000 w Pusan) – południowokoreańska aktorka.

## Życiorys
Yoon jest córką koreańskiej eseistki i malarki Jeon Su-min, ma również młodszego brata. Ukończyła studia aktorskie na koreańskim Instytucie Sztuki w Seulu.
W 2022 zagrała w filmie Będą następne Sohee. W latach 2023–2024 występowała w koreańskiej odsłonie programu Saturday Night Live, emitowanego na kanale tvN. W 2024 zwyciężyła nominację rozdania nagród Blue Dragon Series Awards w kategorii „Najlepsza nowa artystka”.

## Filmografia

### Filmy
| Rok  | Tytuł               | Rola   |
| ---- | ------------------- | ------ |
| 2023 | Będą następne Sohee | Ji-won |

### Seriale
| Rok  | Tytuł                    | Rola              |
| ---- | ------------------------ | ----------------- |
| 2022 | Through the Darkness     | Lee Cho-won       |
| 2023 | Doktor Cha               | uczennica liceum  |
| 2023 | Lies Hidden in My Garden | Lee Soo-min       |
| 2023 | Revenant                 | Jung-hee          |
| 2024 | Pyramid Game             | Joo Seung-yi      |
| 2024 | Nothing Uncovered        | pielęgniarka Choi |
| 2024 | Family Matters           | Ryu Mi-ok         |
| 2025 | Love Scout               | Na Gyu-rim        |
| 2025 | Undercover High School   | Park Mi-jeong     |

## Nagrody i nominacje
| Rok  | Ceremonia                    | Kategoria               | Rezultat | Źr.    |
| ---- | ---------------------------- | ----------------------- | -------- | ------ |
| 2024 | 3. Blue Dragon Series Awards | Najlepsza nowa artystka | Wygrana  | [ 10 ] |